# North Acton (metrostation)
North Acton is een station van de metro van Londen aan de Central Line. Het station, dat in 1923 is geopend, ligt in de plaats Acton.

## Geschiedenis
In 1903 openden de Great central railway en de Great Western Railway (GWR) samen de "New North Main Line" (NNML), de latere Acton-Northolt-lijn. De North Acton Halt werd een jaar later geopend aan de NNML en in 1913 weer gesloten. In 1905 kreeg de GWR toestemming voor de bouw van de Ealing & Shepherd's Bush Railway, tussen Ealing Broadway en Viaduct Junction vlak ten noorden van Shepherd's Bush. Hiermee konden goederentreinen van de Great Western Mainline doorrijden naar de West London Railway en omgekeerd. Nog voor de bouw begon sloten de GWR en de Central London Railway (CLR), de latere Central Line, een overeenkomst voor reizigersdiensten tussen Wood Lane en Ealing Broadway, nadat de CLR haar beleid om alleen op eigen sporen te rijden had verlaten. 
Hiertoe moest de CLR haar sporen doortrekken tot het tracé van de E&SBR hetgeen op 18 augustus 1911 bij wet, Central London Railway Act, 1911, werd goedgekeurd. De GWR heeft de nieuwe E&SBR-lijn aangelegd en begon de goederendienst in 1917, de reizigersdienst ging pas op 3 augustus 1920 van start na de elektrificatie van de E&SBR. 
De metrostations in North Acton en West Acton werden gebouwd door de GWR en werden beide geopend op 5 november 1923. North Acton ligt op korte afstand ten oosten van waar de halte in 1904 lag. In 1938 werden tussen North Acton en White City langs de noordrand van de E&SBR twee sporen geopend voor goederentreinen. Deze sporen kwamen bij North Acton uit tussen de geëlektrificeerde sporen en de iets hoger gelegen sporen van de NNML aan de noordkant van de uitgraving. De perrons langs de NNML werden op 30 juni 1947 gesloten toen het eerste deel van de westtak van de Central Line, parallel aan de NNML, werd geopend. De goederen sporen werden in 1964 opgebroken en de sporen van de NNML tussen South ruislip en Old Oak junction werden gedeeltelijk opgebroken, zodat er sprake is van een enkelsporige lijn, inclusief het stuk langs North Acton, dat in 1993 werd teruggebracht tot enkelspoor. Van mei 2008 tot december 2018 maakten alleen goederentreinen en een eenmaal daagse passagiersdienst van Chiltern Railways gebruik van dit spoor.
Het metrostation had tot 1992 slechts twee sporen met zijperrons. Voor een betere flexibiliteit voor de dienstuitvoering werd het noordelijke van de twee omgebouwd tot een breder eilandperron. Het nieuwe spoor werd gelegd in de bedding van de vroegere goederensporen langs de noordrand van het  eilandperron.  Dit spoor handelt de metro's naar het oosten af, terwijl het inmiddels middelste spoor werd voorzien van seinen die het mogelijk maken om het als eindpunt te gebruiken voor metro's uit de binnenstad. De nieuwe spoorindeling maakte het ook mogelijk om pendeldiensten tussen Ealing Broadway respectievelijk West Ruislip en White City te onderhouden in geval van stremmingen elders op de Central line.

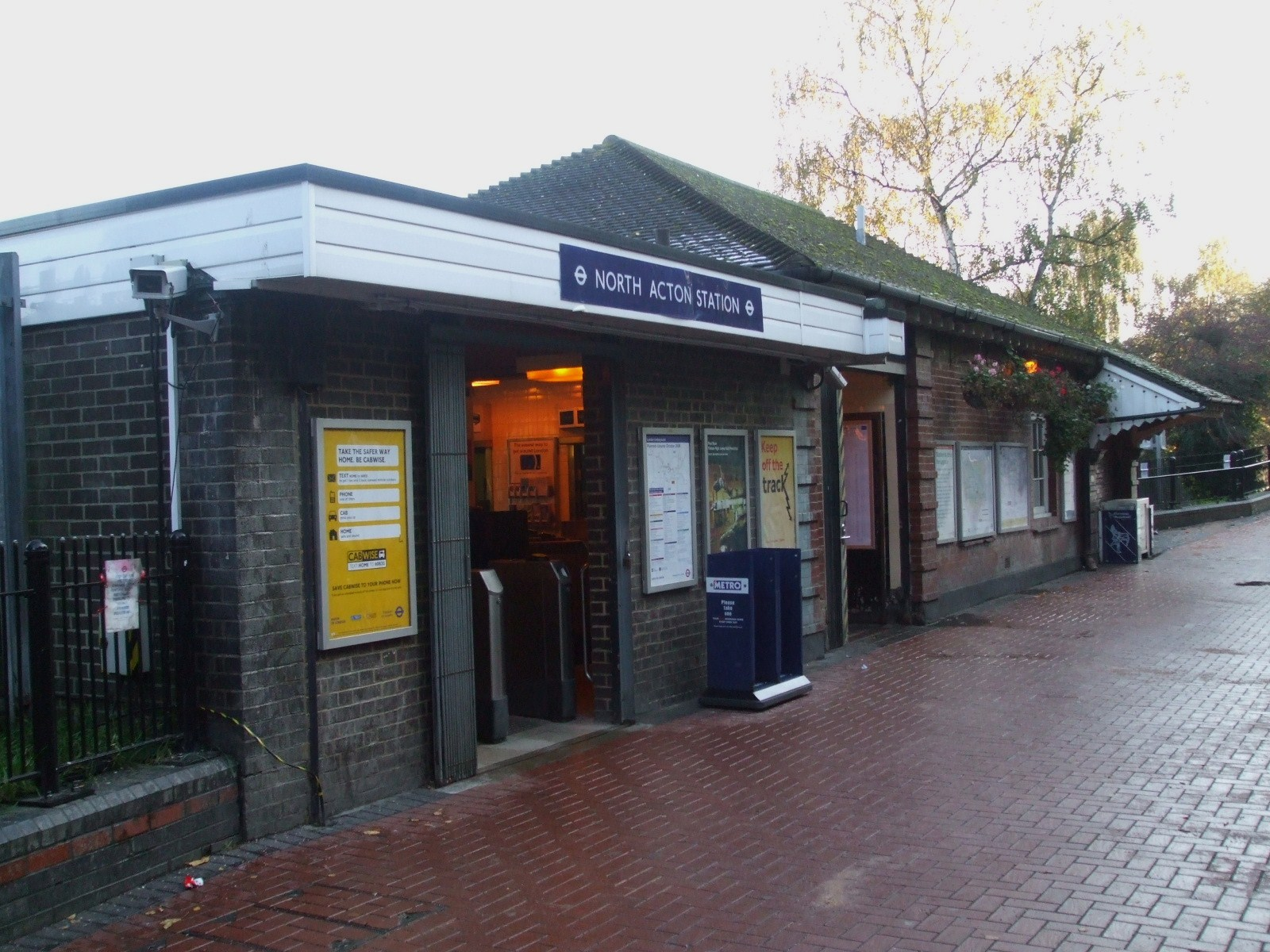
Het stationsgebouw
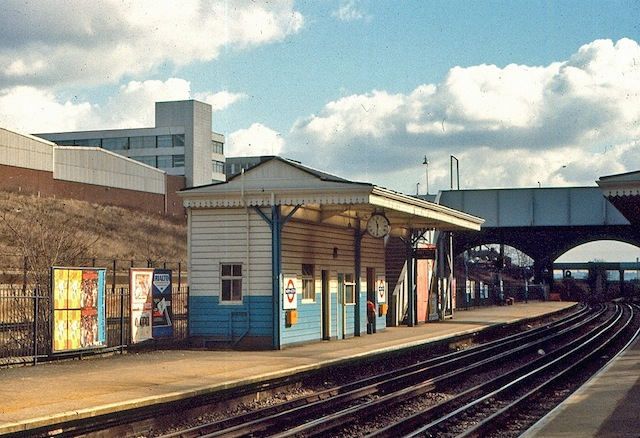
De wachtkamer op het noordelijke perron voor de verbouwing
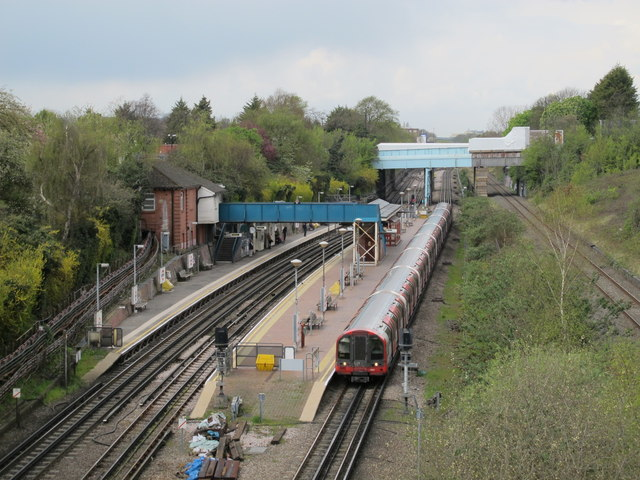
Het station in 2012

## Ligging en inrichting
Het stationsgebouw ligt aan een plein ten zuiden van de uitgraving, het perron voor de metro's naar het westen ligt aan de zuidkant van de sporen en is met een vaste trap met de staionshal verbonden. Het eilandperron wordt gebruikt voor de ritten naar het centrum en verder naar het oosten, het is met de stationshal via een loopbrug en een vaste trap. Er zijn voorstellen gedaan om het station naar het oosten te verplaatsen tot de kruising met de North London Line. Dit zou betekenen dat het station, bij gebrek aan reizigers in de buurt, alleen voor overstappers van nut zou zijn, wat nooit als goede reden gezien is voor de verplaatsing van een station. De ingang van het verplaatste station zou slechts een paar meter aan de andere kant van Victoria Road kunnen zijn dan de huidige oostelijke ingang van  North Acton. Er is een voetpad naar het westen direct naast de spoorlijn, van het nabijgelegen Chase Road naar Park Royal Road.Het idee werd in februari 2008 in het 'Park Royal draft Opportunity Area Planning Framework' van de Greater London Authority nieuw leven ingeblazen:
Er is mogelijk een mogelijkheid voor een overstappunt tussen de Central Line en North London Line bij North Acton. Dit is in dit stadium puur ambitieus en zou onderzoek vereisen om de kosten, financiën en haalbaarheid te bepalen.
In 2004 stemde projectontwikkelaar Diageo ermee in om perrons langs de Central Line te bouwen bij Park Royal ten westen van North Acton, als onderdeel van het First Central Business Park, dat zou worden gebouwd op het terrein van de gesloopte Guinness brouwerij. 